# Supercopa asiàtica de futbol
La Supercopa asiàtica de futbol fou una competició futbolística organitzada per la Confederació Asiàtica de Futbol (AFC) i que disputaven els campions de la Copa asiàtica de clubs campions i de la Recopa asiàtica de futbol.
S'inicià l'any l'any 1995 i finalitzà el 2002 després que els dos grans torneigs es fusionessin per formar la Lliga de Campions de l'AFC.

## Historial
| Temporada | Campió                  | Resultat                  | Finalista            |
| --------- | ----------------------- | ------------------------- | -------------------- |
| 2002      | Suwon Samsung Bluewings | 1 - 1 (agregat, 4-2 pen.) | Al-Hilal Al-Riyad    |
| 2001      | Suwon Samsung Bluewings | 4 - 3 (agregat)           | Al-Shabab            |
| 2000      | Al-Hilal Al-Riyad       | 3 - 2 (agregat)           | Shimizu S-Pulse      |
| 1999      | Júbilo Iwata            | 2 - 2 (agregat)           | Al-Ittihad           |
| 1998      | Al-Nassr Al-Riyad       | 1 - 1 (agregat)           | Pohang Steelers      |
| 1997      | Al-Hilal Al-Riyad       | 2 - 1 (agregat)           | Pohang Steelers      |
| 1996      | Ilhwa Chunma            | 6 - 3 (agregat)           | Bellmare Hiratsuka   |
| 1995      | Yokohama Flügels        | 4 - 3 (agregat)           | Thai Farmers Bank FC |

## Palmarès per nacions
| # | Nació          | Campions | Finalistes |
| - | -------------- | -------- | ---------- |
| 1 | Aràbia Saudita | 3        | 3          |
| 2 | Corea del Sud  | 3        | 2          |
| 3 | Japó           | 2        | 2          |
| 4 | Tailàndia      | 0        | 1          |